# Akademia Sztuk Scenicznych im. Leoša Janáčka w Brnie
Akademia Sztuk Scenicznych im. Leoša Janáčka w Brnie, Akademia Muzyki i Sztuk Scenicznych im. Leoša Janáčka w Brnie (cz. Janáčkova akademie múzických umění v Brně, JAMU) – czeska uczelnia artystyczna w Brnie, założona w 1947 r.
Według stanu na 2025 rok funkcję rektora pełni Petr Michálek.